# Cephonodes rothschildi
Cephonodes rothschildi is een vlinder uit de familie van de pijlstaarten (Sphingidae). De wetenschappelijke naam van de soort werd in 1907 gepubliceerd door Hans Rebel.